# Unione Sportiva Triestina Calcio 1984-1985
Questa voce raccoglie le informazioni riguardanti l'Unione Sportiva Triestina Calcio nelle competizioni ufficiali della stagione 1984-1985.

## Divise e sponsor

La squadra in campo nella trasferta di Padova con la seconda divisa verde, 24 marzo 1985

Lo sponsor ufficiale per la stagione 1984-1985 fu Fissan e le divise erano realizzate dal Maglificio Lama.
| Casa | Trasferta |

## Rosa
| N. |                   | Ruolo | Calciatore          |
| -- | ----------------- | ----- | ------------------- |
|    | Italia (bandiera) | D     | Giuseppe Bagnato    |
|    | Italia (bandiera) | D     | Walter Biagini      |
|    | Italia (bandiera) | P     | Guido Bistazzoni    |
|    | Italia (bandiera) | P     | Mauro Pelosin       |
|    | Italia (bandiera) | D     | Maurizio Braghin    |
|    | Italia (bandiera) | C     | Piero Braglia       |
|    | Italia (bandiera) | D     | Ersilio Cerone      |
|    | Italia (bandiera) | D     | Vincenzo Chiarenza  |
|    | Italia (bandiera) | D     | Maurizio Costantini |

| N. |                   | Ruolo | Calciatore         |
| -- | ----------------- | ----- | ------------------ |
|    | Italia (bandiera) | A     | Franco De Falco    |
|    | Italia (bandiera) | A     | Giorgio De Giorgis |
|    | Italia (bandiera) | C     | Luigino Dal Prà    |
|    | Italia (bandiera) | A     | Nicola D'Ottavio   |
|    | Italia (bandiera) | C     | Marcello Gamberini |
|    | Italia (bandiera) | C     | Domenico Moro      |
|    | Italia (bandiera) | C     | Francesco Romano   |
|    | Italia (bandiera) | C     | Rosolo Vailati     |

## Risultati

### Serie B

#### Girone di andata
| 16 settembre 1984 1ª giornata | Triestina | 2 – 1 | Cagliari |  |

| 23 settembre 1984 2ª giornata | Pescara | 2 – 1 | Triestina |  |

| 30 settembre 1984 3ª giornata | Triestina | 1 – 0 | Arezzo |  |

| 7 ottobre 1984 4ª giornata | Genoa | 0 – 1 | Triestina |  |

| 14 ottobre 1984 5ª giornata | Triestina | 1 – 0 | Parma |  |

| 21 ottobre 1984 6ª giornata | Bologna | 3 – 2 | Triestina |  |

| 28 ottobre 1984 7ª giornata | Triestina | 0 – 0 | Padova |  |

| 4 novembre 1984 8ª giornata | Triestina | 1 – 1 | Sambenedettese |  |

| 11 novembre 1984 9ª giornata | Bari | 1 – 0 | Triestina |  |

| 18 novembre 1984 10ª giornata | Triestina | 2 – 1 | Varese |  |

| 25 novembre 1984 11ª giornata | Cesena | 2 – 0 | Triestina |  |

| 2 dicembre 1984 12ª giornata | Triestina | 0 – 1 | Taranto |  |

| 9 dicembre 1984 13ª giornata | Pisa | 1 – 1 | Triestina |  |

| 16 dicembre 1984 14ª giornata | Triestina | 0 – 0 | Perugia |  |

| 23 dicembre 1984 15ª giornata | Empoli | 1 – 2 | Triestina |  |

| 6 gennaio 1985 16ª giornata | Triestina | 2 – 1 | Catania |  |

| 13 gennaio 1985 17ª giornata | Lecce | 2 – 2 | Triestina |  |

| 20 gennaio 1985 18ª giornata | Monza | 0 – 0 | Triestina |  |

| 27 gennaio 1985 19ª giornata | Triestina | 1 – 0 | Campobasso |  |

#### Girone di ritorno
| 3 febbraio 1985 20ª giornata | Cagliari | 1 – 0 | Triestina |  |

| 17 febbraio 1985 21ª giornata | Triestina | 4 – 0 | Pescara |  |

| 24 febbraio 1985 22ª giornata | Arezzo | 1 – 2 | Triestina |  |

| 3 marzo 1985 23ª giornata | Triestina | 1 – 0 | Genoa |  |

| 10 marzo 1985 24ª giornata | Parma | 1 – 1 | Triestina |  |

| 17 marzo 1985 25ª giornata | Triestina | 1 – 0 | Bologna |  |

| 24 marzo 1985 26ª giornata | Padova | 1 – 1 | Triestina |  |

| 31 marzo 1985 27ª giornata | Sambenedettese | 1 – 1 | Triestina |  |

| 6 aprile 1985 28ª giornata | Triestina | 1 – 0 | Bari |  |

| 14 aprile 1985 29ª giornata | Varese | 1 – 1 | Triestina |  |

| 21 aprile 1985 30ª giornata | Triestina | 1 – 0 | Cesena |  |

| 28 aprile 1985 31ª giornata | Taranto | 0 – 1 | Triestina |  |

| 5 maggio 1985 32ª giornata | Triestina | 0 – 0 | Pisa |  |

| 12 maggio 1985 33ª giornata | Perugia | 0 – 0 | Triestina |  |

| 19 maggio 1985 34ª giornata | Triestina | 3 – 1 | Empoli |  |

| 26 maggio 1985 35ª giornata | Catania | 1 – 1 | Triestina |  |

| 2 giugno 1985 36ª giornata | Triestina | 1 – 1 | Lecce |  |

| 9 giugno 1985 37ª giornata | Triestina | 0 – 0 | Monza |  |

| 16 giugno 1985 38ª giornata | Campobasso | 1 – 0 | Triestina |  |

## Statistiche

### Statistiche di squadra
| Competizione | Punti | In casa | In casa | In casa | In casa | In casa | In casa | In trasferta | In trasferta | In trasferta | In trasferta | In trasferta | In trasferta | Totale | Totale | Totale | Totale | Totale | Totale | DR  |
| Competizione | Punti | G       | V       | N       | P       | Gf      | Gs      | G            | V            | N            | P            | Gf           | Gs           | G      | V      | N      | P      | Gf     | Gs     | DR  |
| ------------ | ----- | ------- | ------- | ------- | ------- | ------- | ------- | ------------ | ------------ | ------------ | ------------ | ------------ | ------------ | ------ | ------ | ------ | ------ | ------ | ------ | --- |
| Serie B      | 47    | 19      | 12      | 6       | 1       | 22      | 7       | 19           | 4            | 9            | 6            | 17           | 20           | 38     | 16     | 15     | 7      | 39     | 27     | +12 |
| Coppa Italia | 6     | 3       | 2       | 1       | 0       | 3       | 1       | 2            | 0            | 1            | 1            | 0            | 3            | 5      | 2      | 2      | 1      | 3      | 4      | -1  |
| Totale       |       | 22      | 14      | 7       | 1       | 25      | 8       | 21           | 4            | 10           | 7            | 17           | 23           | 43     | 18     | 17     | 8      | 42     | 31     | +11 |

### Statistiche dei giocatori
| Giocatore     | Serie B  | Serie B | Serie B     | Serie B    | Coppa Italia | Coppa Italia | Coppa Italia | Coppa Italia | Totale   | Totale | Totale      | Totale     |
| Giocatore     | Presenze | Reti    | Ammonizioni | Espulsioni | Presenze     | Reti         | Ammonizioni  | Espulsioni   | Presenze | Reti   | Ammonizioni | Espulsioni |
| ------------- | -------- | ------- | ----------- | ---------- | ------------ | ------------ | ------------ | ------------ | -------- | ------ | ----------- | ---------- |
| G. Bagnato    | 33       | 1       | ?           | ?          | ?            | ?            | ?            | ?            | 33+      | 1+     | ?           | ?          |
| W. Biagini    | 34       | 0       | ?           | ?          | ?            | ?            | ?            | ?            | 34+      | 0+     | ?           | ?          |
| G. Bistazzoni | 38       | -27     | ?           | ?          | ?            | ?            | ?            | ?            | 38+      | -27+   | ?           | ?          |
| M. Braghin    | 32       | 4       | ?           | ?          | ?            | ?            | ?            | ?            | 32+      | 4+     | ?           | ?          |
| P. Braglia    | 23       | 0       | ?           | ?          | ?            | ?            | ?            | ?            | 23+      | 0+     | ?           | ?          |
| E. Cerone     | 33       | 2       | ?           | ?          | ?            | ?            | ?            | ?            | 33+      | 2+     | ?           | ?          |
| V. Chiarenza  | 27       | 0       | ?           | ?          | ?            | ?            | ?            | ?            | 27+      | 0+     | ?           | ?          |
| M. Costantini | 35       | 1       | ?           | ?          | ?            | ?            | ?            | ?            | 35+      | 1+     | ?           | ?          |
| F. De Falco   | 36       | 16      | ?           | ?          | ?            | ?            | ?            | ?            | 36+      | 16+    | ?           | ?          |
| G. De Giorgis | 36       | 5       | ?           | ?          | ?            | ?            | ?            | ?            | 36+      | 5+     | ?           | ?          |
| L. Dal Prà    | 29       | 0       | ?           | ?          | ?            | ?            | ?            | ?            | 29+      | 0+     | ?           | ?          |
| N. D'Ottavio  | 30       | 2       | ?           | ?          | ?            | ?            | ?            | ?            | 30+      | 2+     | ?           | ?          |
| M. Gamberini  | 23       | 0       | ?           | ?          | ?            | ?            | ?            | ?            | 23+      | 0+     | ?           | ?          |
| D. Moro       | 24       | 1       | ?           | ?          | ?            | ?            | ?            | ?            | 24+      | 1+     | ?           | ?          |
| F. Romano     | 37       | 6       | ?           | ?          | ?            | ?            | ?            | ?            | 37+      | 6+     | ?           | ?          |
| R. Vailati    | 21       | 0       | ?           | ?          | ?            | ?            | ?            | ?            | 21+      | 0+     | ?           | ?          |